# Vega-Insel
Die Vega-Insel (englisch Vega Island, spanisch isla Vega) ist eine Insel in der Weddellsee. Sie liegt unmittelbar nördlich der James-Ross-Insel und südlich der Spitze der Antarktischen Halbinsel.

## Geographie
Die Vega-Insel liegt im Westen des Erebus-und-Terror-Golfs. Sie ist von der größeren James-Ross-Insel im Westen und im Süden durch den an seiner schmalsten Stelle 5 km breiten Herbert-Sund getrennt. Im Norden liegt hinter dem Prinz-Gustav-Kanal, der hier mehrere kleine Inseln (Eagle Island, Corry-Insel, Beak Island u. a.) enthält, die Trinity-Halbinsel. In einer Bucht an der Nordküste der Vega-Insel liegt die 2 km lange Insel Devil Island, die wegen ihrer Kolonie aus fast 15.000 Brutpaaren des Adeliepinguins von BirdLife International als Important Bird Area (AQ072) ausgewiesen wird.
Die Vega-Insel ist 32,5 km lang, bis zu 16,5 km breit und besitzt eine Fläche von 253 km². Die Insel besitzt zwei Eiskappen, von denen zahlreiche Gletscher ausgehen, die sich teilweise bis zur Küste erstrecken. Seit Ende 1999 werden beim Glaciar Bahía del Diablo, einem Auslassgletscher im Norden der Insel, jährlich Massenbilanzmessungen durchgeführt. Insgesamt sind 66 Prozent der Insel vergletschert. Von 1988 bis 2009 ist die Fläche der Gletscher um 10 km² zurückgegangen. Die größte eisfreie Fläche befindet sich am Kap Lamb im Südwesten der Insel. 
Die Vega-Insel ist ein bedeutender Fundplatz für Fossilien aus der späten Kreidezeit. Besonders am Kap Lamb wurden Versteinerungen von Nadelbäumen, von meeresbewohnenden Reptilien wie Elasmosauriden und Mosasauriern sowie von zu den Dinosauriern gehörenden Hadrosauriern gefunden. Als der älteste sichere Beleg für die neuzeitlichen Vögel gilt der hier entdeckte Vegavis iaai aus der späten Kreide.

## Geschichte
Die Insel wurde erstmals am 6. Januar 1843 von James Clark Ross gesichtet, der sie allerdings gemeinsam mit der James-Ross- und Snow Hill Island für einen Teil der Antarktischen Halbinsel hielt. Erst die Schwedische Antarktisexpedition, die von 1901 bis 1903 dauerte, konnte den Inselcharakter feststellen. Der Expeditionsleiter Otto Nordenskjöld benannte die Insel nach der Bark Vega, mit der sein Onkel Adolf Erik Nordenskiöld als Erster die Nordostpassage bezwungen hatte.